# Tony Shalhoub
Tony Shalhoub, właśc. Anthony Marcus Shalhoub (ur. 9 października 1953 w Green Bay) – amerykański aktor telewizyjny, filmowy i teatralny, także scenarzysta i producent filmowy pochodzenia libańskiego.
Międzynarodową rozpoznawalność zdobył dzięki kreacji cierpiącego na szereg fobii detektywa Adriana Monka w serialu USA Network Detektyw Monk i jako Antonio Scarpacci z sitcomu NBC Skrzydła.

## Życiorys

### Wczesne lata
Urodził się w Green Bay w Wisconsin w arabskojęzycznej, maronickiej, chrześcijańskiej rodzinie jako dziewiąte z dziesięciorga dzieci Helen (z domu Seroogy) i Joego Shalhouba, właściciela firmy. Jego matka miała pochodzenie libańsko-amerykańskie, a ojciec pochodził z Libanu i wyemigrował do Stanów Zjednoczonych jako sierota w wieku ośmiu lat. Tony wychowywał się z sześcioma siostrami – Maggie, Jane, Amy, Deborah, Susan i Sherry oraz trzema braćmi – Billem, Michaelem i Danem.
Kiedy miał sześć lat, jedna z jego sióstr zgłosiła go na ochotnika do przedstawienia Oscara Hammersteina II Króla i ja. W 1972 ukończył East High School. Po krótkim pobycie na University of Wisconsin-Green Bay w 1977 uzyskał licencjat na wydziale teatralnym na University of Southern Maine w Portland w Maine. W 1980  zdobył tytuł magistra w Yale School of Drama.

### Kariera
Po ukończeniu studiów przeniósł się do Cambridge w stanie Massachusetts, gdzie spędził cztery sezony w American Repertory Theatre. W tym okresie zagrał m.in. Olivera w Jak wam się podoba (1980), Ferdinanda / Casti-Piani w Lulu. Tragedia monstrum (1980), Figara w Weselu Figara (1981), Alcidasa/Lélie/Leandre w Rogaczu z urojenia (1981) Moliera, Solonya w Trzech siostrach (1982) i Pozzo w Czekając na Godota (1983). W 1985 zadebiutował na Broadwayu w produkcji duetu Ricie Moreno i Sally Struthers The Odd Couple. 
W 1986 trafił na duży ekran, grając epizodyczną rolę w komediodramacie Mike’a Nicholsa Zgaga. W tym samym roku wystąpił jako terrorysta w jednym z odcinków serialu CBS McCall pt. „Breakpoint”. Pierwszą większą rolę Todda Hansena dostał w telewizyjnym dramacie sensacyjnym CBS Dowodzenie w piekle (1988) w reżyserii Georga Stanforda Browna.
W latach 1991–1997 grał pechowego włoskiego taksówkarza Antonio Scarpacci w sitcomie NBC Skrzydła. Kontynuował też karierę sceniczną, a w 1992 zdobył nominację do Tony Award za postać Charliego w przedstawieniu Rozmowy z moim ojcem. W kolejnych latach zagrał w m.in. w filmach: Narzeczona dla geniusza (1994), Faceci w czerni (1997), Paulie – gadający ptak (1998), Trzynaście duchów (2001) i Faceci w czerni II (2002). Za rolę Primo, współwłaściciela włoskiej restauracji w debiucie reżyserskim Campbella Scotta i Stanleya Tucci Wielkie otwarcie (1996) został uhonorowany nagrodą Stowarzyszenia Krytyków Filmowych i był nominowany do Independent Spirit Awards. W 1997 zebrał pochlebne recenzje za rolę Bobby’ego w spektaklu Davida Mameta The Old Neighborhood w American Repertory Theatre.
Największe uznanie zyskał rolą Adriana Monka, detektywa cierpiącego na szereg fobii w serialu USA Network Detektyw Monk (2002–2009). Za rolę otrzymał wiele nagród dla najlepszego aktora w serialu komediowym – Złoty Glob, Nagrodę Gildii Aktorów Ekranowych i trzy nagrody Emmy.
Za rolę Abiego Weissmana w serialu Wspaniała pani Maisel (od 2017) otrzymał dwie Nagrody Gildii Aktorów Ekranowych i nagrodę Emmy dla najlepszego aktora drugoplanowego w serialu komediowym.

## Życie prywatne
W kwietniu 1992 poślubił aktorkę Brooke Adams, którą poznał na Broadwayu, kiedy wystąpili razem w Heidi Chronicles. Wychowuje dwie córki – adoptowaną Josie (ur. 1989) i biologiczną Sophie (ur. 1993).

## Filmografia

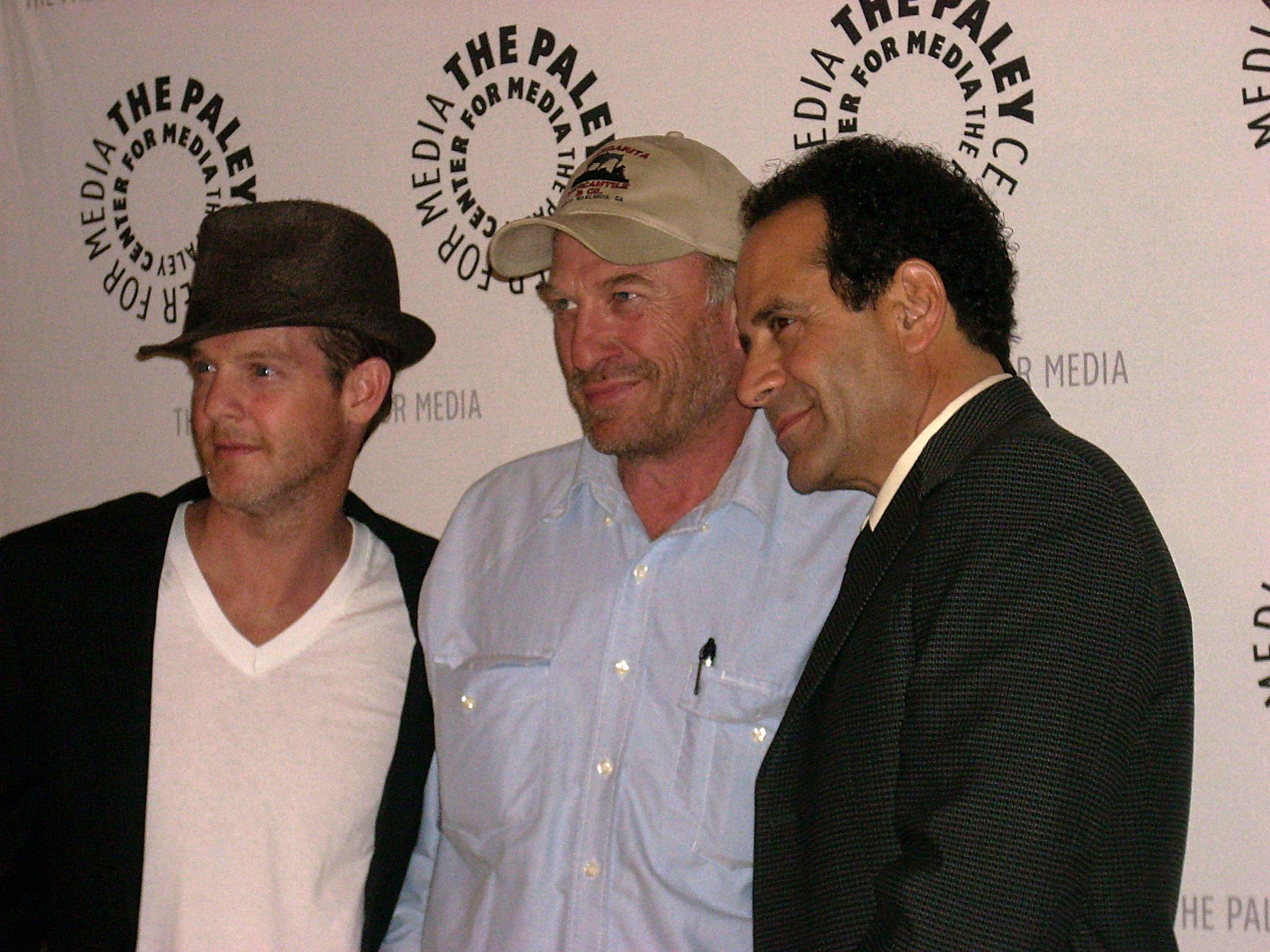
Jason Gray-Stanford, Ted Levine i Tony Shalhoub w 2008

### Filmy
- 2021: Linoleum jako dr Alvin

- 2018: Rosy jako dr Godin

- 2017: Ostatni portret (Final Portrait) jako Diego Giacometti

- 2017: Breakable You jako Adam Weller

- 2016: Mścicielka (The Assignment) jako dr Ralph Galen

- 2016: Custody jako Jason Schulman
- 2015: Siostra Jackie jako dr Bernard Prince
- 2015: The Adventures of Beatle Boyin jako agent Biura ds. Złego Parkowania
- 2014: Wojownicze Żółwie Ninja jako Splinter
- od 2014: We Are Men jako Frank Russo
- 2013: Sztanga i cash jako Victor Kershaw
- 2013: Movie 43 jako ojciec uprowadzonej dziewczyny
- 2012: Blow Me jako on sam
- 2012: Hemingway i Gellhorn jako Koltsov
- 2012: Obiady piątkowe jako Gene Fisher
- 2011: Pięć jako Mitch
- 2010: Skąd wiesz? jako psychiatra
- 2009: Feed the Fish jako szeryf Andersen
- 2008: AmericanEast jako Sam
- 2007: 1408 jako Sam Farrell
- 2006: Palec jako pan Roth
- 2005: Nowy, lepszy świat jako dr Trabulous
- 2004: Ujęcie jako Tommy The Black
- 2004: Królowa ringu jako Larocca
- 2003: Mali agenci 3D: Trójwymiarowy odjazd jako Alexander Minion
- 2003: Something More jako pan Avery
- 2002: Mali agenci 2: Wyspa marzeń jako Alexander Minion
- 2002: Co za życie jako Jack
- 2002: Inna twarz jako Max
- 2002: Faceci w czerni II jako Jack Jeebs
- 2001: Impostor: Test na człowieczeństwo jako Nelson Gittes
- 2001: Trzynaście duchów jako Artur
- 2001: Mali agenci jako Alexander Minion
- 2001: Człowiek, którego nie było jako Freddy Riedenschneider
- 1999: Kosmiczna załoga jako Fred Kwan
- 1999: Sezon mistrzów jako George Sitkowski
- 1999: Kod porozumienia jako Phill
- 1998: Stan oblężenia jako Frank Haddad
- 1998: Adwokat jako Kevin Conway
- 1998: Oszuści jako First Mate
- 1998: Paulie – gadający ptak jako Mish
- 1998: Barwy kampanii jako Eddie Reyes
- 1997: Życie mniej zwyczajne jako Al
- 1997: Gattaca – szok przyszłości jako German
- 1997: Faceci w czerni jako Jack Jeebs
- 1996: Wielkie Otwarcie jako Primo
- 1994: Narzeczona dla geniusza jako Bob Walters
- 1993: Rodzina Addamsów 2 jako Jorge
- 1993: Szachowe dzieciństwo jako członek klubu szachowego
- 1992: Miesiąc miodowy w Las Vegas jako Buddy Walker
- 1991: Barton Fink jako Ben Geisler
- 1990: Łatwy szmal jako Taksówkarz
- 1989: Długoletni przyjaciele jako lekarz Paul
- 1989: Dzień pierwszy jako Enrico Fermi
- 1988: Dowodzenie w piekle jako Nahid
- 1986: Zgaga jako pasażer samolotu

### Seriale TV
- 2021: Central Park jako Marvin / Inwestor (gościnnie)

- 2017–2023: Wspaniała pani Maisel (The Marvelous Mrs. Maisel) jako Abe Weissman

- 2016: Czarna lista (The Blacklist) jako Alistair Pitt (gościnnie)
- 2016: BrainDead jako Red Wheatus

- 2015: Siostra Jackie (Nurse Jackie) jako dr Bernard Prince

- 2013: We Are Men jako Frank Russo
- 2011: Zbyt wielcy, by upaść jako John Mack
- 2002–2009: Detektyw Monk jako Adrian Monk (również jako producent)
- 1999–2000: Zakręcony jako Ian Stark
- 1997–2002: Ally McBeal jako Albert Shepley (gościnnie)
- 1995–1996: Almost Perfect jako Alex Thorpe
- 1993–2002: Z Archiwum X jako dr Chester Ray Banton (gościnnie)
- 1990–1997: Skrzydła jako Antonio Scarpacci
- 1988–1990: Monsters jako Mancini (gościnnie)
- 1985–1989: McCall jako Terrorysta (gościnnie)

### Dubbing
- 2017: Auta 3 (Cars 3) jako Luigi
- 2016: Wojownicze żółwie ninja: Wyjście z cienia (Teenage Mutant Ninja Turtles: Out of the Shadows) jako Splinter

- 2014: Wojownicze Żółwie Ninja jako Splinter
- 2011: Auta 2 jako Luigi
- 2009: Cars Race-O-Rama jako Luigi
- 2006: Auta jako Luigi
- 1997: Fallout jako Aradesh

### Gry
- 2017: Auta 3: Wysokie obroty (Cars 3: Driven to Win) jako Luigi
- 2011: Auta 2 (Cars 2: The Video Game) jako Luigi
- 2009: Cars Race-O-Rama jako Luigi

- 2007: Auta: Mistrzostwa Złomka (Cars Mater-National) jako Luigi

- 2006: Auta (Cars) jako Luigi

- 1997: Fallout jako Aradesh

## Nagrody
| Rok  | Nagroda                                                                           | Kategoria                                               | Tytuł                 |
| ---- | --------------------------------------------------------------------------------- | ------------------------------------------------------- | --------------------- |
| 1996 | National Society of Film Critics (Amerykańskie Stowarzyszenie Krytyków Filmowych) | Najlepszy aktor drugoplanowy                            | Wielkie otwarcie      |
| 2002 | Złoty Glob                                                                        | Najlepszy aktor w serialu komediowym                    | Detektyw Monk         |
| 2003 | Emmy                                                                              | Najlepszy aktor w serialu komediowym                    | Detektyw Monk         |
| 2004 | Nagroda Gildii Aktorów Ekranowych                                                 | Najlepszy aktor w serialu komediowym                    | Detektyw Monk         |
| 2005 | Nagroda Gildii Aktorów Ekranowych                                                 | Najlepszy aktor w serialu komediowym                    | Detektyw Monk         |
| 2005 | Emmy                                                                              | Najlepszy aktor w serialu komediowym                    | Detektyw Monk         |
| 2006 | Emmy                                                                              | Najlepszy aktor w serialu komediowym                    | Detektyw Monk         |
| 2018 | Tony Award                                                                        | Najlepszy aktor w musicalu                              | The Band's Visit      |
| 2018 | Nagroda Gildii Aktorów Ekranowych                                                 | Najlepszy aktor drugoplanowy w serialu komediowym       | Wspaniała pani Maisel |
| 2018 | Nagroda Gildii Aktorów Ekranowych                                                 | Wybitny występ zespołu aktorskiego w serialu komediowym | Wspaniała pani Maisel |
| 2019 | Nagroda Gildii Aktorów Ekranowych                                                 | Najlepszy aktor drugoplanowy w serialu komediowym       | Wspaniała pani Maisel |
| 2019 | Nagroda Gildii Aktorów Ekranowych                                                 | Wybitny występ zespołu aktorskiego w serialu komediowym | Wspaniała pani Maisel |
| 2019 | Emmy                                                                              | Najlepszy aktor drugoplanowy w serialu komediowym       | Wspaniała pani Maisel |